# Alapvető kölcsönhatások
A fizikában alapvető erő, vagy alapvető kölcsönhatás a neve annak a mechanizmusnak, melynek segítségével részecskék kölcsönhatást gyakorolnak egymásra, és amely más kölcsönhatással nem magyarázható.
Az alapvető kölcsönhatás modellje szerint a természetben minden fermionokból áll. Ezek mindegyike töltésnek nevezett tulajdonságot hordoz magával, valamint egy fél egységnyi spinnek, magyarosan pedig perdületnek is nevezett impulzusmomentumot (redukált Planck-állandó*1/2 spin). A gravitációs kölcsönhatástól eltekintve a fermionok egymásra való vonzó vagy taszító hatása virtuális részecskék, ún. mértékbozonok kicserélése útján történik. A bozonokat kölcsönhatás-hordozóknak vagy erőközvetítőknek is nevezhetjük. A kölcsönhatás kifejezés ezt a kölcsönös bozonátadást tükrözi. Például:
két fermion összejön {\displaystyle \rightarrow } kölcsönhatás bozoncserével {\displaystyle \rightarrow } két megváltozott fermion távozik
A fermionok közötti bozoncsere mindig energia- és perdületátvitelt jelent, ami a fermionok irányváltozását és sebességváltozását jelenti. Töltésátvitel is történhet azonban, ami a fermionok minőségét is megváltoztathatja, egyikből másikat képez. Mivel a bozonok egy egész impulzusmomentumot hordoznak, a fermionok pedig felet, ilyen kölcsönhatás esetén a fermion perdülete előjelet változtat. A kölcsönhatás eredménye vonzás vagy taszítás is lehet, ezért ezt a kölcsönhatást erőnek is nevezzük.

## A kölcsönhatások
| kölcsönhatás    | közvetítő        | nyugalmi tömege       | töltés            | Mire hat?                         | hatótávolság (m) |
| --------------- | ---------------- | --------------------- | ----------------- | --------------------------------- | ---------------- |
| erős            | gluonok (8-féle) | 0                     | színtöltés        | hadronokra                        | 10−15            |
| elektromágneses | foton            | 0                     | elektromos töltés | elektromosan töltött részecskékre | végtelen         |
| gyenge          | Z0 W+ és W-      | 91, 80 ill. 80 GeV/c² | gyenge töltés     | minden 1/2 spinű részecskére      | 10−18            |
| gravitáció      | graviton         | 0                     | tömeg             | mindenre                          | végtelen         |

### Gravitáció
A gravitáció (tömegvonzás) messze a leggyengébb kölcsönhatás, mivel azonban csak a testek tömegétől függ, hatótávolsága végtelen és nem lehet leárnyékolni, ahogy az elektromágneses kölcsönhatás esetén a negatív töltés terét egy pozitívéval, ezért a nagyobb távolságok esetén (például a bolygók között) ennek a hatása a döntő.
Végtelen hatótávolsága miatt a gravitáció felelős a nagy skálán kialakuló alakzatokért; a galaxisok, fekete lyukak, csillagködök szerkezetéért, a Világegyetem tágulásáért, a bolygók pályájáért, valamint olyan hétköznapi tapasztalatokért, hogy a testek leesnek, ha felugrunk, visszaesünk.
A gravitáció volt az első, amelyet matematikai összefüggésekkel leírtak. Isaac Newton egyetemes tömegvonzási törvénye (1687) nagyon jó közelítése volt a gravitáció viselkedésének. 1915-ben Albert Einstein kidolgozta az általános relativitáselméletet, a gravitáció még pontosabb elméletét, mely azt a téridő geometriájaként írja le.
A jelenlegi aktív kutatások területéhez tartozik az általános relativitáselmélet és a kvantummechanika összegyúrása egy kvantumgravitációs elméletté. Általánosan elfogadott, hogy a kvantumgravitáció elméletében a gravitációt egy részecske közvetíti, melyet gravitonnak nevezünk. A gravitont még nem fedezték fel.

### Elektromágnesség
Az elektromágnesség az az erő, amely az elektromosan töltött részecskék között hat. Magában foglalja az elektrosztatikai erőt, mely két nyugvó töltés között hat, valamint az elektromosság és a mágnesség összetett hatásait, melyek az egymáshoz képest mozgó töltött testek között hatnak.
Az elektromágnesség elég erős, nagy hatótávolságú kölcsönhatás, ezért ez felelős sok hétköznapi jelenségért, mint amilyen az izzó, a lézer és a rádió működése, a fémek és molekulák szerkezete, a súrlódás és a szivárvány.
Az elektromágnességet klasszikus esetben a Maxwell-egyenletek írják le, melyeket a 19. század második fele óta ismerünk. Az elektromágnesség kvantumos elméletét kvantum-elektrodinamika (angol rövidítése QED) néven ismerjük. A QED szerint az elektromosan töltött részecskék fotonokat cserélnek egymással, ez közvetíti az erőt.

### A gyenge kölcsönhatás
A gyenge kölcsönhatás felelős az atomi skálán fellépő néhány jelenségért, mint amilyen a béta-bomlás. A béta-bomlásban is keletkező neutrínók csak ebben a kölcsönhatásban vesznek részt (a még sokkal gyengébb gravitációs kölcsönhatáson kívül), azért váratott magára sokáig a felfedezésük. Az elektromágnességről és a gyenge kölcsönhatásról felismerték, hogy az egyesített elektrogyenge kölcsönhatás kétféle vetülete (ahogy az elektromágnesesé az elektromosság és a mágnesesség) – ez volt az első lépés a standard modellnek nevezett egyesített elmélet felé. Az elektrogyenge elméletben az elektrogyenge kölcsönhatás közvetítői a tömeggel rendelkező mértékbozonok, a W- és Z-bozonok. Az elektrogyenge elmélet egy példa arra az elméletre, melyben a paritás nem marad meg, azaz egy létező jelenség tükörképe nem mindig létező jelenség. (De a CPT-szimmetria megmarad.)

### Az erős kölcsönhatás
Az erős kölcsönhatás nukleonokat (a protonokat és a neutronokat) tartja össze az atommagban, enélkül például a hélium két protonja szétrepülne az elektromos taszítás miatt.
A kvantumelméletben az erős kölcsönhatást a kvantum-színdinamika (angol rövidítéssel QCD) írja le. Eszerint az erőt a gluon nevű részecskék hordozzák, és olyan részecskékre hat, melyek úgynevezett „színtöltést” hordoznak: kvarkokra és gluonokra. A kvarkok összetett részecskéket alkotnak: barionokat és mezonokat, melyek között így szintén hat az erős kölcsönhatás. (A barionok közé tartoznak a nukleonok is.)

## Az egyesítő elméletek
A fizika egyik célja, hogy minden kölcsönhatást egyetlen közös elmélettel írjon le, így lehetővé válna, hogy minden kölcsönhatást egyetlen alapkölcsönhatásra vezessünk vissza. Eleinte az elektrosztatika és az elektrodinamika is külön jelenségnek látszott, de rájöttek, hogy az áram töltött részecskék mozgása, és a Maxwell-elmélet egyesítette az elektromosságot és a mágnesességet, később pedig a részecskefizikai standard modell, a részecskék kvantummechanikai elmélete egyesítette a gyenge és az elektromágneses kölcsönhatást.
A nagy egyesített elmélet, vagy Grand Unification Theory (GUT) jelenti a még meg nem levő elméletet, mely a gravitáció kivételével a másik hármat egyesítené, tehát az elektrogyengét az erőssel.
További lépés lenne a gravitáció beolvasztása, melyet „minden dolgok elmélete”, vagy Theory Of Everything (TOE) tartalmaz. Az elmélet megalkotásának fő nehézsége, hogy a gravitációnak nincs meg a kvantummechanikával összhangban levő általánosan elfogadott elmélete (kvantumgravitáció).
A következő táblázat leírja, hogy milyen kapcsolatban állnak egymással a különböző kölcsönhatások és az azokat leíró elméletek:
| kvantumelmélet                                                        | mechanika                     | optika                                              | elektrosztatika               | magnetosztatika               | gyenge kölcsönhatás | erős kölcsönhatás          | gravitáció                        |
| kvantumelmélet                                                        | mechanika                     | elektrodinamika (ED) - elektromágneses kölcsönhatás |                               |                               | gyenge kölcsönhatás | erős kölcsönhatás          | gravitáció                        |
| kvantummechanika                                                      |                               |                                                     |                               |                               | gyenge kölcsönhatás | erős kölcsönhatás          | gravitáció                        |
| kvantum-elektrodinamika (QED)                                         | kvantum-elektrodinamika (QED) | kvantum-elektrodinamika (QED)                       | kvantum-elektrodinamika (QED) | kvantum-elektrodinamika (QED) | gyenge kölcsönhatás | kvantum-színdinamika (QCD) | általános relativitáselmélet (GR) |
| elektrogyenge kölcsönhatás (EW)                                       |                               |                                                     |                               |                               |                     | kvantum-színdinamika (QCD) | általános relativitáselmélet (GR) |
| Részecskefizikai standard modell (SM) - Nagy egyesített elmélet (GUT) |                               |                                                     |                               |                               |                     |                            | általános relativitáselmélet (GR) |
| Kvantumgravitáció - Mindenség elmélete (ToE)                          |                               |                                                     |                               |                               |                     |                            |                                   |